# De Vere Mews

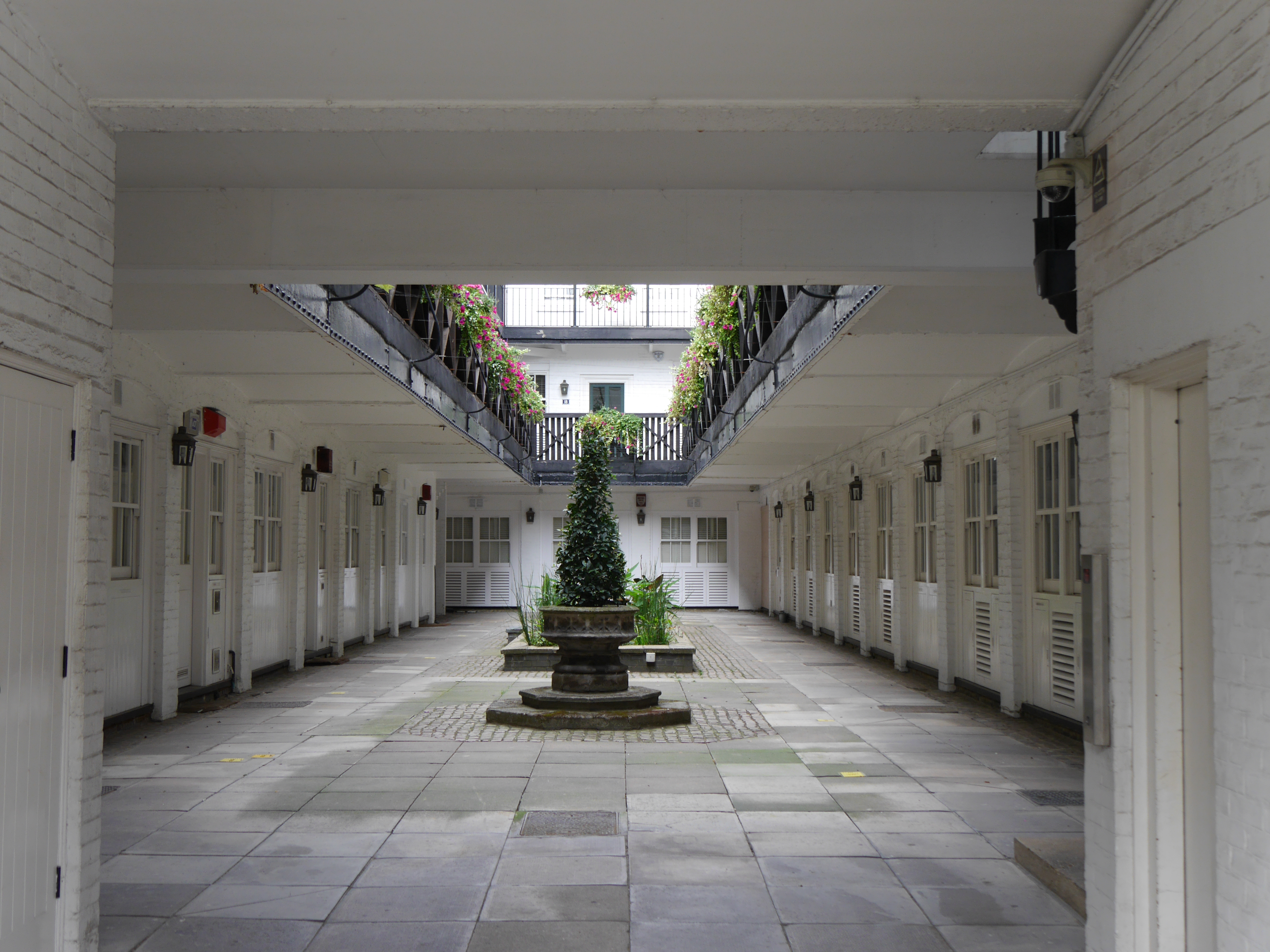
De Vere Mews, 2016

De Vere Mews consiste em 18 casas de cavalariçaslistadas de Grau II em Kensington, Londres, provavelmente construídas em meados do século XIX.
De Vere Mews fica na parte de trás da extremidade sul do lado leste dos Jardins De Vere.